# Beedeville
Beedeville is een plaats (town) in de Amerikaanse staat Arkansas, en valt bestuurlijk gezien onder Jackson County.

## Demografie
Bij de volkstelling in 2000 werd het aantal inwoners vastgesteld op 105.
In 2006 is het aantal inwoners door het United States Census Bureau geschat op 99,.

## Geografie
Volgens het United States Census Bureau beslaat de plaats een oppervlakte van
3,2 km². Beedeville ligt op ongeveer 67 m boven zeeniveau.